# Benediktinerstraße 4 (Magdeburg)

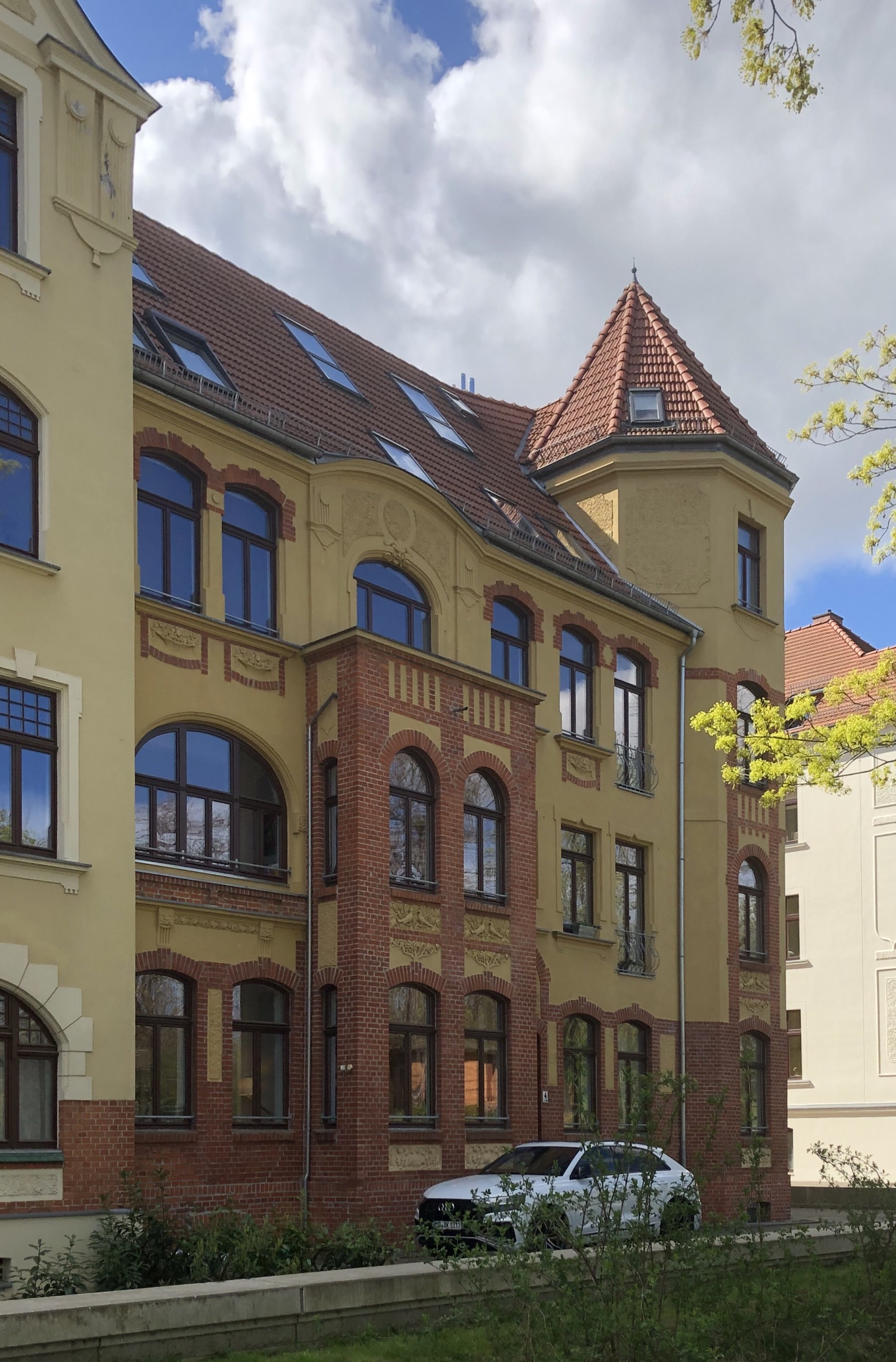
Benediktinerstraße 4 in Magdeburg; Blick von Nordosten, 2020

Das Gebäude Benediktinerstraße 4 ist ein denkmalgeschütztes Wohnhaus in Magdeburg in Sachsen-Anhalt.

## Lage
Es befindet sich auf der Südseite der Benediktinerstraße im Magdeburger Stadtteil Buckau. Östlich grenzt das gleichfalls denkmalgeschützte Haus Benediktinerstraße 5 an. Unmittelbar nördlich des Hauses, zwischen dem Gebäude und der Benediktinerstraße, verläuft die Klinke. Nördlich liegt der Klosterbergegarten.

## Architektur und Geschichte
Der Entwurf für das 1902 errichtete drei- bis viergeschossige repräsentative Gebäude stammen von Lorf, der auch das benachbarte Haus Benediktinerstraße 5 entwarf. Der verputzte Bau ist in Formen des Jugendstils gestaltet und mittels ziegelsichtigen Flächen gegliedert. Es bestehen an der Fassade Stuckverzierungen. An den Fensterbrüstungen finden sich unter anderem Schneckenmotive. Das Haus verfügt über einen zweiachsigen Kastenerker und an der nordwestlichen Ecke über einen polygonalen Eckturm.
Im Gebäudeinneren besteht eine Wendeltreppe mit einem im Jugendstil gestalteten schmiedeeisernem Geländer. 
Im örtlichen Denkmalverzeichnis ist das Wohnhaus unter der Erfassungsnummer 094 82661 als Baudenkmal verzeichnet.
Das Gebäude gilt als südlicher Abschluss des Klosterbergegartens als städtebaulich bedeutsam.